# Stowarzyszenie Doradców do spraw Transportu Towarów Niebezpiecznych – DGSA
Stowarzyszenie Doradców do spraw Transportu Towarów Niebezpiecznych – DGSA (en: Dangerous Goods Safety Advisers) – stowarzyszenie w Polsce, zrzeszające certyfikowanych w UE doradców ds. ADR w transporcie lądowym (drogowym i kolejowym), morskim i powietrznym.
Siedziba stowarzyszenia mieści się w Błoniu pod Warszawą przy ulicy Sochaczewskiej 38.

## Statutowa działalność polskiego DGSA
- propagowanie bezpieczeństwa w przewozie towarów niebezpiecznych,
- organizacja seminariów i szkoleń doskonalących dla doradców ADR,
- bieżące śledzenie zmian w przepisach dotyczących transportu towarów niebezpiecznych,
- koordynacja powołanych zespołów roboczych dla różnych obszarów stosowania umowy ADR,
- nadzór merytoryczny nad szkoleniami kierowców zawodowych, na terenie Polski,
- ciągła współpraca i wymiana doświadczeń pomiędzy doradcami, agendami, instytucjami oraz organami rządowymi związanymi z transportem towarów niebezpiecznych, ze szczególnym uwzględnieniem Inspekcji Transportu Drogowego,
- współpraca z organizacjami międzynarodowymi związanymi z transportem towarów niebezpiecznych
- organizacja wydawnictw, biuletynów oraz punktów konsultacyjnych wspomagających działalność doradców DGSA
- opracowanie metodyki sporządzania raportów powypadkowych oraz sprawozdań rocznych
- prowadzenie list dyskusyjnych oraz internetowego forum